# Білдеринг
Білдеринг (англ. Buildering) — різновид спортивного екстремального напрямку, при якому учасники здійснюють сходження на зовнішню сторону будинків і інші міські конструкції. Слово «білдеринг» — це мовна контамінація, слово-гібрид, що складається з слова «building» (будівля) і терміну «bouldering» (болдеринг, окремий вид скелелазіння).
Зазвичай білдеринг включає в себе вільне сходження у важких умовах і може бути вкрай небезпечним. Найчастіше незаконно, білдеринг здебільшого здійснюється вночі. Знавців білдерингу, яких помічають при взбиранні на будівлю без дозволу, регулярно зустрічає поліція після завершення їх трюків. Захоплюючі дії білдерингу, типу сходження на вільні хмарочоси, зазвичай відбуваються на самоті досвідченими альпіністами, іноді привертаючи увагу великого натовпу перехожих та ЗМІ, але такі випадки рідкісні.
Білдеринг може також прийняти форму, більш споріднену болдерингу, яка має тенденцію до сходження і / або перетинанню більш коротких секцій будівель і конструкцій. У той час як власники власності в основному все ще засуджують такі дії, деякі, типу Університету Колорадо в Боулдері, у багатьох випадках закривають очі на такі дії.
Хоча білдеринг часто здійснюється сольно, він також став популярним груповим спортом. Як і в більш традиційному скелелазінні, будівлі встановлюються і класифікуються за складністю їх подолання. Менш значні форми міського сходження можуть спостерігатися на демонстраціях як засіб протесту, або під час деяких громадських подій, типу вуличних парадів або звернень до публіки, де люди часто піднімаються на вказівні стовпи та інші маленькі конструкції.

## Відомі представники

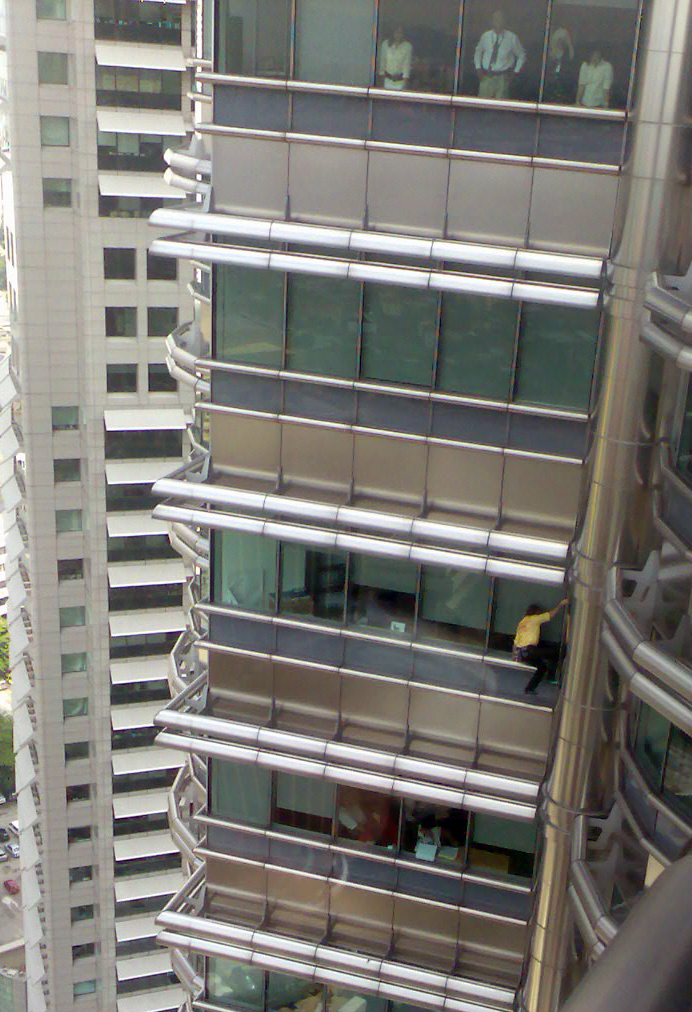
Ален Робер підкорює Petronas Tower 2 в березні 2007. На 60-му поверсі його арештували.

- Ален Робер — найвідоміший представник. У 2011 році він підкорив найвищу споруду на Землі, 830-метрову Бурдж Халіфа в Дубаї. За такі досягнення його прозвали «французьким Спайдерменом».
- Mustang Wanted — український міський альпініст, який 2014 року розфарбував у кольори українського прапора зірку на сталінському хмарочосі в Москві.